# HD102660
HD102660 — хімічно пекулярна зоря спектрального класу A2, що має видиму зоряну величину в смузі V приблизно  6,0.
Вона  розташована на відстані близько 204,4 світлових років від Сонця.

## Фізичні характеристики
Зоря HD102660 обертається 
порівняно повільно 
навколо своєї осі. Проєкція її екваторіальної швидкості на промінь зору становить  Vsin(i)= 26км/сек.